# Рубенис, Роберт
Роберт Рубенис (латыш. Roberts Rubenis; 1917—1944) — лейтенант латвийской армии и офицер латышского легиона. Командир 2-го батальона группы генерала Курелиса, не подчинившийся приказу о разоружении и вставший на путь вооружённого сопротивления немецким оккупантам.

## Биография
Родился 9 сентября 1917 года в Крустпилской волости, Даугавпилского уезда. В 1937 году закончил Малнавскую сельскохозяйственную среднюю школу. С 1938 по 1939 годы проходил службу в латвийской армии в 7-м Сигулдском пехотном полку, затем в танковом полку. Службу окончил в звании лейтенанта. 15 мая 1943 года женился на Аине Яунземе.
13 марта 1944 года призван в Латышский легион. На службе в легионе Рубенис познакомился с генералом Янисом Курелисом и присоединился к его группе. В сентябре 1944 года возглавил 2-й батальон группы генерала Курелиса.
В ходе военной операции СС по расформированию группы генерала Курелиса, отдельно дислоцированный батальон лейтенанта Роберта Рубениса отказался сложить оружие и оказался в окружении. 6 ноября немецкая авиация обнаружила дислокацию батальона Рубениса. 18 ноября 1944 года батальон лейтенанта Роберта Рубениса вступил в первый бой с подразделениями 16-й армии войск SS и SD под командованием обергруппенфюрера Фридриха Еккельна. В этом бою Рубенис погиб.

## Судьба батальона
Девятнадцатого ноября вступивший в командование батальоном Александр Друвиньш разрешил отправиться домой тем, кто не желал воевать, а с остальными продолжил сражаться против нацистов. После одного из нападений возле посёлка Злекас нацисты, которым никак не удавалось сломить сопротивление батальона, 5-9 декабря 1944 года провели карательную операцию против местных жителей: погибли 160 человек, были сожжены с людьми 22 хутора.
Седьмого декабря тяжело ранен в бою был и А.Друвиньш. 8 декабря его бойцы в очередной раз прорвались из окружения и 9 декабря окончательно разбились на мелкие группы. Одна из них, около 80 человек, продолжила воевать против нацистов в составе советского партизанского отряда «Красная стрела».